# Crawlspace
Ne doit pas être confondu avec Crawlspace (film, 2022).
Crawlspace est un film de science-fiction australien réalisé par Justin Dix, sorti en 2012.

## Synopsis
La trame rappelle un peu le roman Solaris.
Les membres d'une force spéciale infiltrent une base secrète souterraine en Australie, où ils sont l'objet d'attaques mystérieuses. D'étranges expériences y ont été menées, visant à développer des pouvoirs psychiques. Le capitaine retrouve sa femme, qu'il croyait morte, et s'interroge sur la seconde chance qui lui est donnée.

## Fiche technique
- Titre : Crawlspace
- Réalisation : Justin Dix
- Scénario : Eddy Baroo
- Production : Justin Dix, John Finemore
- Musique : Jamie Blanks, Jamie Murgatroyd
- Décors : Philip Messina
- Costumes : Polly Smith
- Pays d'origine :  Australie
- Genre : Science-fiction, drame
- Durée : 86 minutes
- Date de sortie : 2012

## Distribution
- Eddie Baroo (VF : Antoine Tomé) : Fourpack
- Amber Clayton  : Eve
- Ditch Davey  : Romeo

## Version française
- Société de doublage : NDE Production
- Direction artistique : Antony Delclève
- Adaptation des dialogues : Frédéric Alameunière
- Enregistrement et mixage :